# کارا مک‌کالو
کارا مک‌کالو (به انگلیسی: Kára McCullough) (زاده ۹ سپتامبر ۱۹۹۱) مدل و ملکه زیبایی اهل آمریکا است.
او برنده ملکه زیبایی ایالات متحده آمریکا ۲۰۱۷ شد و به نمایندگی از آمریکا در مراسم دوشیزه جهان ۲۰۱۷ راه پیدا کرد و جز ۱۰ نفر برتر شد.